# Giuditta Rissone
Giuditta Rissone (* 10. März 1895 in Genua; † 31. Mai 1977 in Rom) war eine italienische Schauspielerin.

## Leben und Karriere
Rissone begann 1927 mit der Bühnenarbeit als Schauspielerin in der Truppe von Sergio Tofani; zu Beginn der 1930er Jahre gründete sie zusammen mit Vittorio de Sica, den sie 1937 heiratete, eine eigene Gesellschaft. Sie trat auch in zahlreichen Filmen auf – besonders mit Regisseur Mario Mattòli verband sie eine langjährige professionelle Zusammenarbeit. Federico Fellini besetzte sie in Achteinhalb.
Die Ehe mit de Sica, aus der ihre Tochter Emilia stammt, wurde 1968 geschieden. Ihr Bruder Checco war ebenfalls als Schauspieler aktiv.

## Filmografie (Auswahl)
- 1933: Un cattivo soggetto
- 1941: Reifende Mädchen (Ore 9 lezione di chimica)
- 1941: Verliebte Unschuld (Teresa Venerdì)
- 1942: Mein Leben für dich (Una storia d'amore)
- 1942: Lüge einer Sommernacht (4 passi fra le nuvole)
- 1947: Eugenia Grandet
- 1950: Opfergang einer Mutter (Tormento)
- 1963: Achteinhalb (8½)
- 1964: Das ausgeliehene Mädchen (La ragazza in prestito)